# Gruppo Sportivo Fascista Rovigo 1938-1939
Questa pagina raccoglie le informazioni riguardanti il Gruppo Sportivo Fascista Rovigo nelle competizioni ufficiali della stagione 1938-1939.

## Stagione
Nella stagione 1938-1939 il Rovigo ha disputato il girone A del campionato di Serie C. Con 23 punti si è piazzato in settima posizione.

## Rosa
| N. |                   | Ruolo | Calciatore          |
| -- | ----------------- | ----- | ------------------- |
|    | Italia (bandiera) | D     | Ennio Alberghini    |
|    | Italia (bandiera) | A     | Virgilio Andrioli   |
|    | Italia (bandiera) | C     | Vincenzo Babetto    |
|    | Italia (bandiera) | P     | Bruno Babini        |
|    | Italia (bandiera) | D     | Vito Bovi           |
|    | Italia (bandiera) | C     | Alessandro Calanchi |
|    | Italia (bandiera) | C     | Bruno Cavallaro     |
|    | Italia (bandiera) | A     | Raffaele Ceciliato  |
|    | Italia (bandiera) | D     | Mario Contratti     |
|    | Italia (bandiera) | C     | Ubaldo Coppo        |
|    | Italia (bandiera) | P     | Aroldo Corazza      |
|    | Italia (bandiera) | A     | Luigi Cortivo       |

| N. |                   | Ruolo | Calciatore           |
| -- | ----------------- | ----- | -------------------- |
|    | Italia (bandiera) | C     | Nevio Del Monte      |
|    | Italia (bandiera) | C     | Antonio Duranti      |
|    | Italia (bandiera) | C     | Giannino Fraccalanza |
|    | Italia (bandiera) | A     | Giuseppe Lanzone     |
|    | Italia (bandiera) | D     | Bruno Longo          |
|    | Italia (bandiera) | A     | Giuseppe Magnavacca  |
|    | Italia (bandiera) | A     | Romano Penzo         |
|    | Italia (bandiera) | A     | Arturo Poli          |
|    | Italia (bandiera) | C     | Gastone Ruzzante     |
|    | Italia (bandiera) | C     | Mario Scagnolari     |
|    | Italia (bandiera) | A     | Giordano Varoli      |
|    | Italia (bandiera) | A     | Ermenegildo Volpi    |